# 카롤 람브리노
미르체아 그리고레 카롤 호엔촐레른(Mircea Grigore Carol Hohenzollern, 1920년 1월 8일 ~ 2006년 1월 27일)은 루마니아의 카롤 2세의 장남이다.